# Вуктильське міське поселення
Вукти́льське міське поселення (рос. Вуктыльское городское поселение) — муніципальне утворення у складі Вуктильського міського округу Республіки Комі, Росія. Адміністративний центр та єдиний населений пункт — місто Вуктил.

## Населення
Населення — 12356 осіб (2010; 14472 у 2002, 19510 у 1989).